# Louis de Gand de Mérode de Montmorency
Louis de Gand-Vilain, prince d’Isenghien et de Masmines, dit « Louis de Gand de Mérode de Montmorency » (16 juillet 1678, Lille - 16 juin 1767, Paris), est un militaire français.

## Biographie
Louis de Gand-Vilain fut fait colonel d'un régiment d'infanterie en 1697 et brigadier le 2 avril 1703. Servant alors en Allemagne, il se trouva, le 20 septembre suivant, à la bataille de Höchstädt.
Nommé maréchal de camp le 20 mars 1709 et désigné en même temps pour être employé en cette qualité dans l'armée de Flandre, où il continua à servir jusqu'à la paix d'Utrecht.
Il fut créé, le 8 mars 1718, lieutenant général des armées du Roi, et proposé, le 2 février 1724, pour être Chevalier des ordres de Sa Majesté, dont il reçut la croix et le collier le 3 juin suivant.
Il obtint au mois d'août de la même année la lieutenance générale d'Artois. Il succédait au maréchal-comte d'Artagnan comme gouverneur d'Arras et lieutenant général de la province. Il dut cette faveur à Louis de Bourbon-Condé, premier prince du sang, mais il s'engagea préalablement à payer à la veuve de son prédécesseur quarante mille écus et une pension annuelle de douze mille livres. Depuis longtemps les gouverneurs n'avaient fait d'entrée aussi solennelle à Arras, et, le 31 octobre 1730, une cérémonie analogue eut lieu pour l'arrivée de la princesse d'Isenghien. Le gouverneur accorda une protection éclairée à l'Académie d'Arras. 
Il fut appelé, au mois d'avril 1734, pour servir en qualité de lieutenant-général des armées du roi de France en Allemagne et fit la campagne de 1735 dans le même pays.
Il fut fait maréchal de France le 11 février 1741 et mourut à Paris le 16 juin 1767, le dernier mâle de sa branche, sans enfants, malgré ses trois mariages, laissant par donation entre vifs, la terre de Lannoy et de Lys à Guillaume Louis Camille de Vilain de Gand, dernier des marquis d'Hem. 
Louis de Gand avait fait partiellement démolir le château d'Isenghien en 1749. De l'imposante forteresse d'origine ne restait plus alors qu'un aile minuscule servant de pavillon de chasse, ainsi que les bâtiments de la ferme.
À la suite d'un procès long de deux siècles (1530 à 1730) le roi Louis XV attribua une part de l’héritage de Philibert de Chalon dont le domaine d’Arlay au maréchal-prince d’Isenghien et à sa nièce et héritière la comtesse de Lauragais Élisabeth-Pauline de Gand (cf. l'article Montaigu).

## Vie familiale
Fils aîné Jean Alphonse de Gand-Vilain (1655  1687), 1er prince d'Isenghien (1678), 2e prince de Masmines, et de Marie Thérèse de Crevant (vers 1657  après 1683), fille du maréchal Louis de Crevant, duc d'Humières, et de Louise-Antoinette-Thérèse de la Châtre-Nançay et Boucard.
Il épousa :
1. le 11 octobre 1700, Anne-Marie-Louise de Furstemberg (16 février 1706), fille aînée d'Antoine-Egon, prince du Saint-Empire romain, prince et landgrave de Furstemberg, gouverneur-général de l'électorat de Saxe, et de Marie de Ligny : de ce mariage un fils, mort en bas âge ;
2. le 20 février 1713 (ou le 19 mars suivant), Marie-Thérèse-Charlotte Pot (morte en couches, le 8 janvier 1715, à vingt-et-un ans), marquise de Rhodes et dame de Menetou et Mehun, à vingt ans, fille unique de Charles Pot, marquis de Rhodes, Grand maître des cérémonies de France, et d'Anne-Marie-Thérèse de Simiane-Gordes,
3. le 16 avril 1720, Marguerite-Camille Grimaldi de Monaco, née le 1er mai 1700, fille d'Antoine Grimaldi, prince de Monaco, Menton et Roquebrune, duc de Valentinois, et de Marie de Lorraine-d'Armagnac.

## Titres et distinctions
- Prince d'Isenghien et de Masmines ;
- Comte du Saint-Empire romain, de Middelbourg, de Merode, Oignies et Vianden ;
- Vicomte des ville et châtellenie d'Ypres, de Wahagnies et de Ledringhem ;
- « Libre » baron de Frentz, Croisilles, Rassenghem, Glaijon et Warneton, etc. ;
- Seigneur des villes de Lannoy, Chastellineau, de Woesten, de Charleroi, de Mehun-sur-Yèvre et Menetou, et autres terres que ses pères et aïeux avaient successivement acquises par de célèbres alliances ;
- Maréchal de France ;
- Chevalier des Ordres du roi ;
- Gouverneur d'Artois.
- Grand d'Espagne

## Armoiries
| Figure | Blasonnement               |
|        | De sable au chef d'argent. |

## Sources
- Société impériale des sciences, de l'agriculture et des arts de Lille, Mémoires, L. Danel, 1868 (lire en ligne).
- L.J.P.C.D.S, Quartiers généalogiques des familles nobles des Pays-Bas, vol. Tome I, Cologne, Chez les Héritiers de Pierre Marteau, 1776, p. 201.
- Achmet d'Héricourt, Les rues d'Arras, vol. 2, Alphonse Brissy, 1856 (lire en ligne).
- Société du Berry à Paris et Société de Département de l'Indre à Paris, Compte rendu des travaux de la Société du Berry à Paris, Siège de la Société, 1861 (lire en ligne) ;
- Esquisses historiques et biographiques sur les chatelains et les vicomtes d'Ypres, 1838 (lire en ligne)